# Tadeusz Makowski

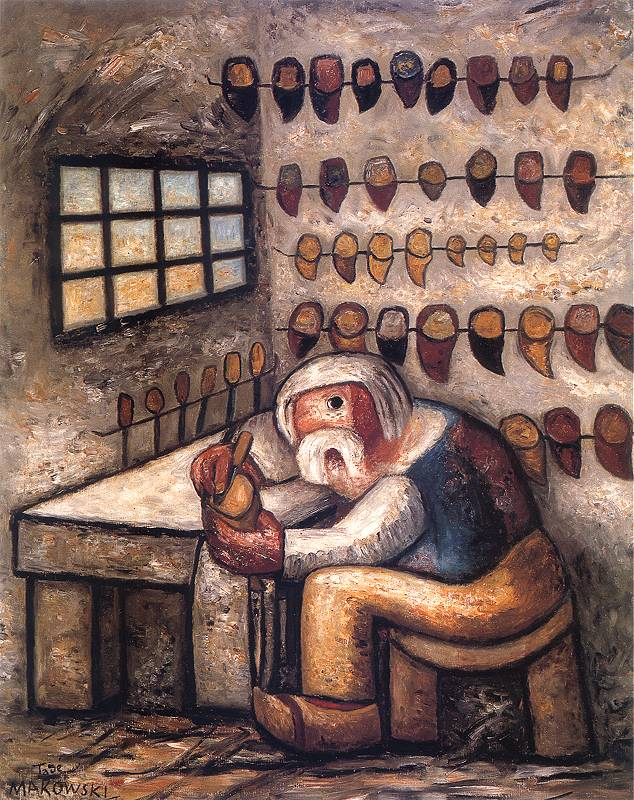
Der Schuster 1930

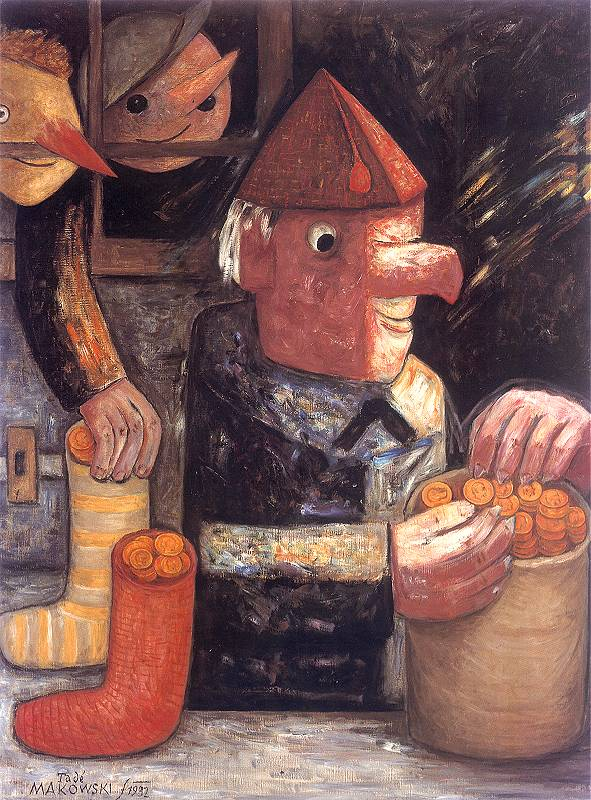
Der Geizhals 1932

Tadeusz Makowski (21 de gener de 1882 - 1 de novembre de 1932) va ser un prominent pintor polonès actiu a França durant la major part de la seva vida.
Va néixer a Oświęcim. Makowski va assistir a l'Acadèmia de Belles Arts de Cracòvia. Va estudiar amb Jan Stanisławski i Józef Mehoffer. El 1909, va partir cap a París. Makowski començar com a paisatgista, però després va canviar cap al Postimpressionisme i cubisme. No obstant això, ell és sens dubte el més famós per les seves pintures de paisatges rurals. Va conèixer Pablo Picasso, de qui fou un bon amic.